# Bad Oldesloe
Bad Oldesloe (IPA: [ˌbatˀɔldəsˈloː]; in basso tedesco Bad Oschloe) è una città dello Schleswig-Holstein, in Germania.
È capoluogo del circondario (Kreis) dello Stormarn (targa OD).

## Storia
Il 24 aprile 1945 la cittadina subì un pesante bombardamento aereo da parte alleata, nel quale più di 300 edifici vennero distrutti e persero la vita 706 persone.
È inoltre la città natale del compositore  Dietrich Buxtehude. 

## Amministrazione

### Gemellaggi
Bad Oldesloe è gemellata con:
- Beer Yaacov, dal 1987
- Olivet, dal 1996
- Kołobrzeg, dal 1996
- Nexø, dal 2014
- Barth, dal 2014